# Izecksohnopilio
Izecksohnopilio is een geslacht van hooiwagens uit de familie Gonyleptidae.
De wetenschappelijke naam Izecksohnopilio is voor het eerst geldig gepubliceerd door H. Soares in 1977. 

## Soorten
Izecksohnopilio is monotypisch en omvat slechts de volgende soort:
- Izecksohnopilio eugenioi